# Vojaška galerija, Zimski dvorec
Vojaška galerija je galerija (prostor in zbirka) portretov 332 generalov patriotske vojne leta 1812, ki se nahaja v Zimskem dvorcu v Sankt Peterburgu, Rusija. Zbirko je ukazal izdelati car Aleksander I. z namenom počastitve generalov, ki so pomagali premagati Napoleona med njegovo invazijo na Rusijo ter nadaljnjimi vojnami. 

## Zgodovina
Potrete je izdelal George Dawe in njegova pomočnika Aleksander Vasiljevič Poljakov in Wilhelm August Golike.  Portretov 13-ih generalov (F. P. Aleksopol, A. I. Balla, E. V. Davidov, N. V. Davidov, A. I. Gurjev, I. D. Ivanov, A. A. Jurkovski, V. I. Karatajev, N. I. Lavrov, F. P. Nanij, A. N. Potapov, A. M. Vseložski in S. E. Ževahov) iz neznanega razloga niso nikoli naredili; na njihovih mestih so tako prazni okvirji z imenom generala.
Samo galerijo je zasnoval arhitekt Carlo Rossi (razsvetljena je s stropa, ki je polkrožen); gradnja je potekala med junijem in novembrom 1826. Tako so zamenjali več manjših sob v sredini glavnega dela Zimskega dvorca - med Belo prestolno dvorano in Veliko prestolno dvorano v neposredni bližini dvorne cerkve. Sama dvorana je bila zasnovana v treh sklopih, ki so jih delili dvojni stebri, srednji del tako predstavlja predprostor dvorane sv. Jurija, kjer se je nahajal prestol. Portreti se nahajajo v petih vrstah.
Častna mesta v zbirki imajo formalni potreti zavezniških vladajev: carja Aleksandra I. Ruskega imperija, kralj Fredericka Williama III. Pruskega (oba naslikal Franz Kruger) ter cesarja Franca I. Avstrijskega (naslikal Johann-Peter Krafft). Portreti štirih feldmaršalov pa so ob vratih, ki vodijo v Orožarno dvorano in dvorano svetega Jurija.
Slovesna otvoritev galerije je bila 25. decembra 1826 na obletnico umika Napoleonove vojske iz Rusije; v počastitev obletnice so pred portreti generalov izvedli parado njihovih polkov.
Leta 1837, manj kot 10 let od končanja, je bila uničena. Zaradi počasi napredujočega požara so uspeli rešiti vse portrete. Arhitekt Vasilij Stasov je obnovil galerijo po prvotnih načrtih.
Med prvo svetovno vojno so galerijo uporabili kot skladišče medicinskih pripomočkov. V času Sovjetske zveze so galerijo dopolnili s štirimi potreti dvornih grenadirjev; posebnih enot, ki so bile ustanovljene leta 1827 z namenom varovanja hiše veteranov patriotske vojne. Tudi te portrete je izdelal George Dawe, in sicer leta 1828. V zadnjem času pa je galerija dobila še dva portreta, deli Petra von Hessa iz 40. let 19. stoletja.
Danes je kot del Državnega muzeja Ermitaž galerija ohranjena z izvirno dekoracijo.

## Galerija
| Leva stran     | Leva stran                   | Leva stran                   | Leva stran                   | Leva stran     | Desna stran    | Desna stran                                | Desna stran                                | Desna stran                                | Desna stran     |
| 5. vrsta       | 4. vrsta                     | 3. vrsta                     | 2. vrsta                     | 1. vrsta       | 1. vrsta       | 2. vrsta                                   | 3. vrsta                                   | 4. vrsta                                   | 5. vrsta        |
| Essen          | Ilovanjski                   | Aleksejev                    | E. Württemberg               | Ožarovski      | Vasiljčikov    | Douka                                      | Kostenecki                                 | Stavrakov                                  | Kutuzov         |
| M. F. Vlodek   | Pšnitski                     | A. Taljzin                   | de Beauretour                | M. I. Platov   | A.Württemberg  | F. F. Dovre                                | P. A. Filisov                              | I. P. Rosi                                 | Kologrivov      |
| A. A. Protasov | K. B. Knorring               | A. V. Vojejkov               | A. A. Arakčejev              | P. Volkonski   | Suchtelen      | P. A. Kozen                                | Šerbatov                                   | Pančulidžev                                | A. B. Fok       |
| Z.D. Olsufjev  | R. I. Renny                  | P. I. Ivelič                 | von Löwis                    | Miloradovič    | N. M. Borozdin | D. P. Rezvi                                | K. I. Truzson                              | A. P. Nikitin                              | N. V. Nikolaj   |
| G. A. Šostakov | N.D. Olsufjev                | Veljaminov                   | Van Tuyll                    | Wittgenstein   | D. V. Golicin  | Andrejevski                                | N. V. Dehterev                             | M.A. Arsenjev                              | J. N. Galatte   |
| V. N. Šenšin   | J. J. Gamper                 | E. I. Oljenin                | C. V. Budberg                | Osten-Sacken   | I. F. Paskevič | F. K. Korf                                 | A. A. Bašilov                              | Helffreich                                 | I. I. Vlastov   |
| Troščinski     | Krafftov portret Franca I.   | Krafftov portret Franca I.   | Krafftov portret Franca I.   | P. N. Ušakov   | Emeljanov      | Krafftov Fredericka Williama III.          | Krafftov Fredericka Williama III.          | Krafftov Fredericka Williama III.          | M. I. Damas     |
| S. N. Ušakov   | Krafftov portret Franca I.   | Krafftov portret Franca I.   | Krafftov portret Franca I.   | A. I. Gudovič  | P. K. Essen    | Krafftov Fredericka Williama III.          | Krafftov Fredericka Williama III.          | Krafftov Fredericka Williama III.          | N. D. Kudašev   |
| A. I. Gresser  | Krafftov portret Franca I.   | Krafftov portret Franca I.   | Krafftov portret Franca I.   | P. A. Čičerin  | N. N. Hovanski | Krafftov Fredericka Williama III.          | Krafftov Fredericka Williama III.          | Krafftov Fredericka Williama III.          | Križanovski     |
| I. S. Leontjev | Krafftov portret Franca I.   | Krafftov portret Franca I.   | Krafftov portret Franca I.   | K.I.Opperman   | K.Benckendorff | Krafftov Fredericka Williama III.          | Krafftov Fredericka Williama III.          | Krafftov Fredericka Williama III.          | K. v. Toll      |
| S. N. Lanskoj  | Krafftov portret Franca I.   | Krafftov portret Franca I.   | Krafftov portret Franca I.   | Bennigsen      | G.A.Emmanuel   | Krafftov Fredericka Williama III.          | Krafftov Fredericka Williama III.          | Krafftov Fredericka Williama III.          | V. V. Levašov   |
| T.I.Zbijevski  | Engelhardt                   | P. J. Kornilov               | Leopold I.                   | R.-Volkonski   | A. I. Gorčakov | V. D. Laptev                               | A. P. Urusov                               | I. S. Ževakov                              | L. O. Roth      |
| A. A. Karpov   | A. J. Patton                 | V. V. Ešin                   | A.N. Rilejev                 | A. D. Balašov  | D. V. Šuhanov  | I. F. Stal                                 | A. N. Berdjajev                            | Žemčužnikovas                              | A.A. Jurkovski  |
| M. D. Balk     | J. J. Gine                   | A. I. Šilenev                | Lisanevič                    | P. N. Tolstoj  | Juzefovič      | Mezencev                                   | J. A. Golovin                              | A. A. Pisarev                              | N. M. Sipjagin  |
| S. S. Potocki  | Rudzevič                     | Želtuhin                     | Suhozanet                    | Černišov       | A. L. Vojnov   | Sievers                                    | A. J. Gamen                                | F. I. Sanders                              | Gertsdorf       |
| A. A. Zass     | E. I. Markov                 | Velikopolski                 | Vaselicki                    | N. A. Tučkov   | Štejngel       | Ilovajski                                  | Vinzingerode                               | Neydgardt                                  | V. P. Obolenski |
| Knjažin        | V. I. Karatajev              | Turčaninov                   | Pahlen                       | P. M. Kapcevič | Mordvinov      | Čerbatov                                   | A. S. Umanec                               | Vasilčikov                                 | Škapski         |
| Knorring       | Portret Kontantina Pavloviča | Portret Kontantina Pavloviča | Portret Kontantina Pavloviča | Pahlen         | A. A. Tučkov   | Portret general-feldmaršalа M. I. Kutuzova | Portret general-feldmaršalа M. I. Kutuzova | Portret general-feldmaršalа M. I. Kutuzova | J. P. Kulnjev   |
| M.Rilejev      | Portret Kontantina Pavloviča | Portret Kontantina Pavloviča | Portret Kontantina Pavloviča | E. E. Udom     | D. S. Dohturov | Portret general-feldmaršalа M. I. Kutuzova | Portret general-feldmaršalа M. I. Kutuzova | Portret general-feldmaršalа M. I. Kutuzova | F. P. Uvarov    |
| D. D. Kuruta   | Portret Kontantina Pavloviča | Portret Kontantina Pavloviča | Portret Kontantina Pavloviča | P. I. Merlin   | A. N. Seslavin | Portret general-feldmaršalа M. I. Kutuzova | Portret general-feldmaršalа M. I. Kutuzova | Portret general-feldmaršalа M. I. Kutuzova | D. V. Davidov   |
| Orlov-Denisov  | Portret Kontantina Pavloviča | Portret Kontantina Pavloviča | Portret Kontantina Pavloviča | F. A. Lukov    | A. P. Jermolov | Portret general-feldmaršalа M. I. Kutuzova | Portret general-feldmaršalа M. I. Kutuzova | Portret general-feldmaršalа M. I. Kutuzova | P.I. Bagration  |
| Leva stran     | Leva stran                   | Leva stran                   | Leva stran                   | Leva stran     | Desna stran    | Desna stran                                | Desna stran                                | Desna stran                                | Desna stran     |

## Galerija 2
| Leva stran                 | Leva stran                             | Leva stran                             | Leva stran                             | Leva stran      | Desna stran       | Desna stran                                           | Desna stran                                           | Desna stran                                           | Desna stran     |
| 5. vrsta                   | 4. vrsta                               | 3. vrsta                               | 2. vrsta                               | 1. vrsta        | 1. vrsta          | 2. vrsta                                              | 3. vrsta                                              | 4. vrsta                                              | 5. vrsta        |
| Vanbolski                  | Portret generalfeldmaršalа Wellingtona | Portret generalfeldmaršalа Wellingtona | Portret generalfeldmaršalа Wellingtona | V. T. Denisov   | Volkonski         | Portret generalfeldmaršalа kneza Barclayja de Tollyja | Portret generalfeldmaršalа kneza Barclayja de Tollyja | Portret generalfeldmaršalа kneza Barclayja de Tollyja | I. S. Dorohov   |
| Kreutz                     | Portret generalfeldmaršalа Wellingtona | Portret generalfeldmaršalа Wellingtona | Portret generalfeldmaršalа Wellingtona | S. A. Hilkov    | V. G. Madatov     | Portret generalfeldmaršalа kneza Barclayja de Tollyja | Portret generalfeldmaršalа kneza Barclayja de Tollyja | Portret generalfeldmaršalа kneza Barclayja de Tollyja | D.E.Kuteinikov  |
| N. F. Titov                | Portret generalfeldmaršalа Wellingtona | Portret generalfeldmaršalа Wellingtona | Portret generalfeldmaršalа Wellingtona | J. A. Potjomkin | Ostermann-Tolstoj | Portret generalfeldmaršalа kneza Barclayja de Tollyja | Portret generalfeldmaršalа kneza Barclayja de Tollyja | Portret generalfeldmaršalа kneza Barclayja de Tollyja | D.Nevorovski    |
| P. A. Šuvalov              | Portret generalfeldmaršalа Wellingtona | Portret generalfeldmaršalа Wellingtona | Portret generalfeldmaršalа Wellingtona | А. P. Tormasov  | Konovnicin        | Portret generalfeldmaršalа kneza Barclayja de Tollyja | Portret generalfeldmaršalа kneza Barclayja de Tollyja | Portret generalfeldmaršalа kneza Barclayja de Tollyja | N. N. Rajevski  |
| M. I. Poncet               | R.I.Bagration                          | Mezencev                               | I.K.Sievers                            | Šahovskoj       | D. D. Šepelev     | I. N. Inzov                                           | Wallmoden-Gimborn                                     | F.P. Aleksopol                                        | T. D. Grekov    |
| Zvarjkin                   | Lukovkin                               | F. G. Gogel                            | Gangeblov                              | Diebitsch       | I. V. Sabonejev   | F. V. Sazanov                                         | D. V. Ljalin                                          | Turčaninov                                            | P. V. Denisjev  |
| K. G. Klodt                | di Borgo                               | von Rosen                              | Kablukov                               | I. N. Durnovo   | M. S. Voroncov    | Pančulidzev                                           | Lihačjov                                              | A. E. Pejker                                          | A. I. Balla     |
| von Rüdinger               | Hessen-Philippsthal                    | M. F. Stavicki                         | Repninski                              | v.d. Pahlen     | Langéron          | I. O. Vitt                                            | von Bistram                                           | Čičerin                                               | Krasovski       |
| M. M. Okulov               | N. V. Davidov                          | A. S. Glebov                           | M. S. Visticki                         | I. M. Jašvil    | V. I. Kablukov    | B. M. Berg                                            | V. I. Garpe                                           | von Rehren                                            | Vseložski       |
| D. L. Ignatjev             | A. P. Teslev                           | Knjažnin                               | L. A. Nariškin                         | von Berg        | F. N. Posnikov    | F. E. Kniper                                          | A. A. Bibikov                                         | M. L. Treskin                                         | A. I. Markov    |
| N. I. Seljavin             | Kozljaninov                            | D. P. Ljapunov                         | Ilovajski                              | Sazanov         | A. S. Šulgin      | Bartholomäi                                           | A. T. Maslov                                          | Sokolovski                                            | M. N. Macnev    |
| A. I. Gurjev               | Rahmanov                               | N. V. Vujč                             | Polujektov                             | de Lambert      | A. G. Čerbatov    | P. P. Šrejder                                         | von Rüdiger                                           | S. V. Djatkov                                         | G. K. Šele      |
| V. D. Rjkov                | N. M. Svečin                           | Hrapovicki                             | Suhtelen                               | Benckendorff    | D. A. Levin       | P. I. Balabin                                         | I. L. Polj                                            | Repninski                                             | Bogdanovski     |
| Zagrjažski                 | I. Z. Eršov                            | M. I. Karpenko                         | von Rosen                              | Saint-Priest    | O'Rourke          | J. F. Kern                                            | Ilovajski                                             | F. P. Nanij                                           | N. V. Ilovajski |
| N. D. Mjakinin             | Koljubakin                             | K. Bistrom                             | P. A. Tučkov                           | G.-Kutuzov      | Depreradovič      | A. Čalikov                                            | O. Ilovajski                                          | O. Buchholz                                           | Kazačkovski     |
| A. A. Skalon               | A. I. Juškov                           | I. F. Udom                             | T. T. Ertel                            | J. I. Čaplic    | Želtuhin          | P. I. Benardos                                        | P. A. Kikin                                           | M. M. Volkov                                          | I. A. Hruščov   |
| A.A.Efimovič               | A.N. Potapov                           | von Pilchau                            | Melissino                              | Stroganov       | D. A. Deljanov    | A. I. Albreht                                         | Černozubov                                            | von Saß                                               | Gejdenrejh      |
| Fjodor Andrejevič Lindfors | Oldekop                                | von Rosen                              | Baggehufwudt                           | Zakrevski       | Jomini            | Poltoracki                                            | N. S. Sulima                                          | I. I. Ševič                                           | Palicin         |
| Argamkov                   | von Richter                            | Driesen                                | Kutajsov                               | Ćoglokov        | von Lieven        | Denisjev                                              | I. D. Ivanov                                          | Argamakov                                             | O. F. Dolon     |
| F. V. Nazimov              | I. A. Nabokov                          | J. J. Savoini                          | Levenshtern                            | Vasilčikov      | Bahmetjev         | Taljzin                                               | M. F. Naumov                                          | Ževahov                                               | I. A. Ahte      |
| von Staal                  | E.V. Davidov                           | Kaisarov                               | Manteuffel                             | Trubecki        | F.O. Paulucci     | F. I. Mosolov                                         | E. E. Štaden                                          | M.-Zakomelski                                         | N. I. Lavrov    |